# Jean-Pierre Fabre
Pour les articles homonymes, voir Fabre.
 (novembre 2021).
Si vous disposez d'ouvrages ou d'articles de référence ou si vous connaissez des sites web de qualité traitant du thème abordé ici, merci de compléter l'article en donnant les références utiles à sa vérifiabilité et en les liant à la section « Notes et références ».
 (février 2023).
L'article doit être relu — et modifié si nécessaire — par des contributeurs indépendants pour apporter un regard critique aux contributions effectuées en violation des conditions d'utilisation de Wikipédia, tant sur la forme (notamment concernant le style encyclopédique, la proportionnalité) que sur le fond (la neutralité de point de vue, la qualité et l'indépendance des sources).
Jean-Pierre Fabre (né le 2 juin 1952 à Lomé) est un homme politique togolais. Économiste de formation, il est président de l'Alliance nationale pour le changement (ANC), principal parti d'opposition du Togo.
Devenu maire de la commune Golfe 4 à l'issue des élections de 2019, il assume ses responsabilités municipales depuis le 11 septembre 2019 .

## Biographie

### Famille et origine
Jean-Pierre Fabre, issu d'une fratrie de neuf enfants, est le fils de Louis Henri Fabre, d'origine française, et de Dovi Franklin, d'origine togolaise. Il est le descendant d'un des premiers commerçants français ayant installé les comptoirs commerciaux sur la côte du Togo dans les années 1870.

### Éducation
Jean-Pierre Fabre effectue ses études primaires à Lomé, les études secondaires au collège Saint-Augustin de Togoville, puis au collège Saint-Joseph de Lomé où il obtint le baccalauréat avant de partir poursuivre ses études universitaires en France. Après une maîtrise en sciences économiques, il se spécialise en administration des entreprises (DESS) à l'Université des Sciences et Technologies de Lille.

### Carrière
De retour au Togo en 1979, Jean-Pierre Fabre est enseignant à l'Université de Lomé, donnant des cours de statistiques, de finance et de sciences économiques. Il rejoint ensuite un important groupe d’études en architecture et urbanisme dont il occupe le poste de secrétaire général de 1981 à 1991.
Il devint directeur des publications d'un des premiers journaux libres du Togo à l'aube des années 1990 qui sont marquées par différents mouvements de lutte pour la démocratie au Togo. En qualité de rédacteur en chef de deux revues hebdomadaires, La Tribune des démocrates et Le Temps des démocrates, il s'investit dans la presse d'opinion.
Fabre est candidat à 3 reprises à l'élection présidentielle togolaise, successivement en 2010, 2015 et en 2020.

## Droits de l'homme et démocratie
Sous le régime de Gnassingbé Eyadema, Jean-Pierre Fabre participe à la création de la Ligue togolaise des droits de l'homme (LTDH) en 1980. Première organisation non gouvernementale (ONG) des droits de l'homme créée au Togo.
En 1991, Jean-Pierre Fabre est le porte-parole de la Conférence nationale souveraine (CNS) organisée au Togo pour lancer le processus de transition démocratique[source secondaire souhaitée] à la suite d'une série de mouvements de contestation de la jeunesse togolaise.
En février 1992, quelques mois après le rétablissement du multipartisme au Togo, Jean-Pierre Fabre participe à la création du l'Union des forces de changement (UFC) en tant que fédération de huit partis politiques (UTR, PFC, MTD, FCDDT, SDT, ATD, PDU, UDS) se réclamant de l’héritage de l'ex-Comité de l'Unité togolaise (CUT). Il est désigné secrétaire général de ce parti en collaboration avec le président national du parti Gilchrist Olympio. Dès lors il mettra en œuvre l'organisation et l'implantation du parti dans toutes les couches sociales du pays[source secondaire souhaitée] de manière à en faire la première force d'opposition à l'ancien parti unique, le Rassemblement du peuple togolais (RPT) de feu Gnassingbé Eyadema et de son successeur Faure Gnassingbé.
Jean-Pierre Fabre est élu député en 2007, et devient président du groupe UFC à l'Assemblée nationale.

## Élection présidentielle de 2010
Le 13 janvier 2010, deux jours avant la clôture du dépôt des candidatures à l'élection présidentielle de 2010, Gilchrist Olympio candidat de l'UFC est victime à Washington, D.C. d'un accident qui lui a occasionné un mal de dos l’empêchant de revenir dans le délai imparti à Lomé pour accomplir les formalités de dépôt de signature à la Cour constitutionnelle et de visite médicale auprès des médecins assermentés.
Le bureau national du parti prend alors à l’unanimité des membres présents la résolution de tout mettre en œuvre pour que le parti soit représenté à l'élection présidentielle. Sont proposés pour être candidat Patrick Lawson, premier vice-président, maître Isabelle Manavi Ameganvi, troisième vice-présidente, Jean-Pierre Fabre, secrétaire général, maître Georges Latévi Lawson, conseiller spécial du président national, maître Ruben Adama Doe-Bruce, conseiller du bureau national et maître Jean-Claude Homawoo, conseiller du bureau national. Les personnes ainsi proposées se sont individuellement désistées au profit de Jean-Pierre Fabre.
Le 10 février 2010, à la suite d'une rencontre à Paris entre différentes personnalités des plusieurs partis de l'opposition (l'ADDI, l’Alliance, le PSR, Sursaut-Togo et l'UFC), à l'initiative de François Boko, un Front républicain pour l'alternance et le changement (FRAC) a été créé avec comme objectif principal l'avènement du changement et de l'alternance au Togo en soutenant un candidat unique pour l'élection présidentielle 2010. Jean-Pierre Fabre est désigné candidat du FRAC, Kofi Yamgnane le porte-parole général chargé de l'élaboration du programme commun de gouvernement, et Patrick Lawson le directeur de campagne.
Les élections du 4 mars 2010 se déroulèrent dans un calme relatif, et alors que les estimations préliminaires révélaient une avance de Jean-Pierre Fabre, la Commission Électorale Indépendante (CENI) déclara Faure Gnassingbé vainqueur avec 60,92 % des voix. Les observateurs internationaux ont jugé le processus électoral équilibré mais ont émis des réserves par rapport à la fiabilité des résultats annoncées par la commission électorale après la mise en panne du système de transmission des résultats par satellite. Le camp de Jean Pierre Fabre contesta les résultats annoncé et organisa des manifestations hebdomadaires chaque samedi pour réclamer sa "victoire volée". Par-dessus tout, lors d'une intervention policière dans le centre de données traitement de l'information de l'UFC, les forces de l'ordre procédèrent à la saisie des copies de procès-verbaux et du matériel informatique utilisé pour le recomptage des votes, et à la destruction de toutes preuves matérielles. Il était donc impossible pour le camp de Jean-Pierre Fabre de vérifier les résultats et de fournir les preuves de sa victoire.

## Élection présidentielle de 2015
Fin 2014, un regroupement des principaux partis d'opposition (le Combat pour l'Alternance Politique, qui inclut l'ANC) dénonce par avance des fraudes massives.
Le 3 février, la cour constitutionnelle déclare que l'élection doit avoir lieu entre le 17 février et le 5 mars. Jean-Pierre Fabre, candidat du principal mouvement d'opposition Alliance nationale pour le changement (ANC) et soutenu par CAP 2015 (Combat pour l'alternance politique), conteste ce calendrier. Finalement, le 25 février, l'élection est reportée au 15 avril. Des partis, dont le Comité d'action pour le renouveau (CAR), annoncent leur boycott durant tout l'hiver, mais les principaux partis (dont l'UNIR du président sortant Faure Gnassingbé, qui brigue un troisième mandat) y participent.
D'après la Concertation nationale de la société civile une ONG, la mobilisation pour l'élection est « très faible ».

## Élection présidentielle de 2020
Jean Pierre Fabre, se présente pour les élections présidentielles pour la troisième fois. Participant aux deux élections présidentielles précédentes (2010 et 2015), Fabre a toujours échoué à la deuxième place en récoltant 33,93 % des votes en 2010 et 35,19 % en 2015. Espérant remportant la présidentielle, le maire de la commune Golf 4, a annoncé sa candidature depuis octobre 2019, à la tête de son parti l'Alliance nationale pour le changement (ANC). Toutefois, enregistrant 4,35 % des suffrages au cours des présidentielles de 2020, il a connu une grosse déroute. Ce résultat s'explique par le boycott du recensement électoral de 2019 par les partis d'opposition alors regroupés au sein de la C14. L'électorat de l'opposition ayant été dérouté par des mots d'ordres contradictoires.[réf. souhaitée]

## Crise à l'UFC et création de l'ANC
Le 26 mai 2010 la décision unilatérale de Gilchrist Olympio de rejoindre le gouvernement de Faure Gnassingbé, sans le consentement des membres exécutifs de l'UFC, a créé une division au sein du principal parti d'opposition ancienne. À l'Assemblée nationale où l'UFC avait 27 députés, 20 membres ont soutenu la position de Jean-Pierre Fabre et les membres du bureau nationale du parti pour exclure temporairement Gilchrist Olympio et les députés l’ayant suivi dans cette aventure. Le 10 août 2010, il est élu Président national de l'UFC lors d'un congrès organisé par le parti dans un climat de résistance, alors que la gendarmerie nationale aux ordres du President Faure Gnassingbé cherchait par la violence à empêcher la tenue du congrès. De l'autre côté, le 12 août 2010 un autre congrès fut organisé par le camp de Gilchrist Olympio sous bonne escorte policière et avec la présence des nouveaux alliés du RPT, décidant l'exclusion de Jean-Pierre Fabre et ses collègues.
La lutte de leadership engagée au sein de l’Union des forces du changement (UFC) à la suite de cette décision unilatérale de Gilchrist Olympio, exacerbée par l'ingérence du pouvoir togolais et les forces de l'ordre dans ce conflit interne, aboutit à la création de l'Alliance nationale pour le changement le 10 octobre 2010.